# Hövell

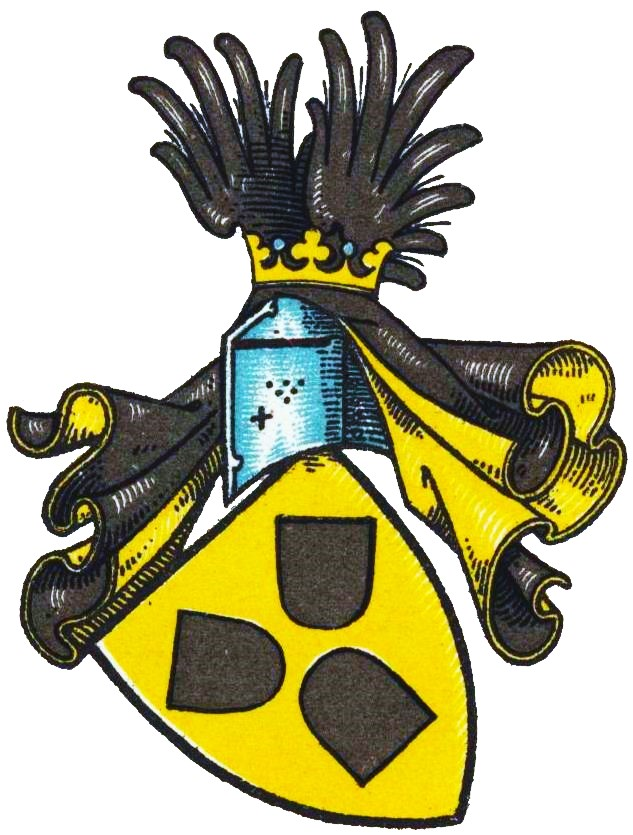
Wappen derer von Hövel (I) im Wappenbuch des Westfälischen Adels

Hövell (auch Hövel, Hoevell, Hoëvell o. ä.) ist der Name eines westfälisch-niederländischen Adelsgeschlechts.
Die Familie ist zu unterscheiden von den nichtverwandten Grafen von Hövel, dem westfälischen Ministerialengeschlecht Hövel und den Dortmunder und Lübecker Patriziern Höveln.

## Geschichte

### Ursprünge
Das Geschlecht stammt aus Vreden und stellte Burgmänner zu Burg Ottenstein im Ahausener Stadtteil Ottenstein. Neben Ottenstein besaß es 1570–1610 das Gut Epe unweit Ahaus, außerdem Ravenshorst (1788) im Bentheimschen und 1817 Haus Kretier in Rhede im Kreis Borken. Arnold Johann von Hoevell wurde am 12. Juli 1829 in die Adelsmatrikel der Preußischen Rheinprovinz in die Klasse der Edelleute unter Nr. 136 eingetragen.
Bereits im 14. Jahrhundert kamen erste Mitglieder der Familie auch in die niederländische Provinz Overijssel. Dort saßen sie zu Haus Westerflies, Wezeveld und Nijenhues. Während der Reformation spaltete sich die Familie in zwei große Linien, eine katholische Linie (Van Hövell) und eine protestantische Linie (Van Hoëvell).

### Niederländisch-protestantische Linie zu Nijenhuis

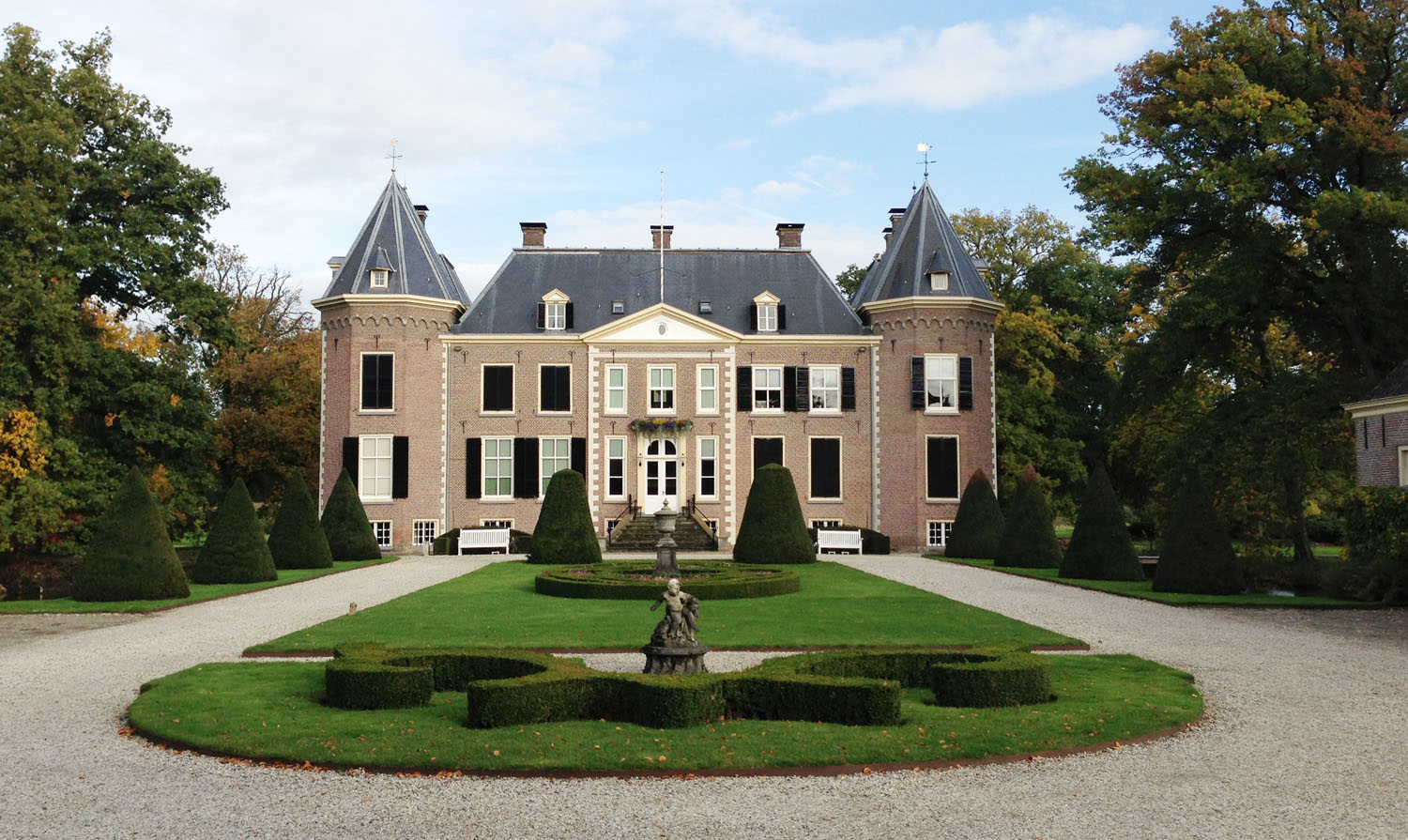
Haus Nijenhuis (Diepenheim), 2012

Roelof van Hoevell, Herr von Den Dam († 1614), heiratete 1574 Swane Swaefken († 1628), Herrin von Haus Nijenhuis, wodurch Nijenhuis in die Familie Van Hoevell kam und bis 1788 in deren Besitz blieb. Deren Nachkommen waren:
- Gerhard van Hoevell, Herr von Nijenhuis († 1647)
  - Roelof van Hoevell, Herr von Nijenhuis († 1678), Sergeant Major
    - Gerrit Willem Wolf van Höevell, Herr von Nijenhuis († 1725), Oberstleutnant, Richter von Kedingen
      - Roelof van Höevell, Herr von Nijenhuis (1701–1765), Richter von Kedingen
        - Jan Adriaan van Höevell, Herr von Nijenhuis (1731–1782), Richter von Kedingen
        - Diederik van Höevell, Herr von Nijenhuis (1733–1788), Mitglied der Generalstaaten
        - Wolter Herman van Höevell zu Nijenhuis (1741–1814), Bürgermeister von Deventer
          - Rudolph Baron van Hoevell zu Nijenhuis (1771–1848), Bürgermeister von Deventer
            - Rudolph Anne Baron van Hoëvell zu Nijenhuis (1810–1888), Mitglied, Sekretär und Vorsitzender des Obersten Adelsrates
              - Rudolph Jan Wolfgang Frans Baron van Hoevell zu Nijenhuis (1844–1913), Bürgermeister von Zwartsluis

            - Gerrit Willem Wolter Carel Baron van Hoevell (1778–1865), Staatsverwalter in Delfzijl
              - Wolter Robert van Hoëvell (1812–1879), niederländischer Parlamentsabgeordneter, Prediger, Publizist und Schriftsteller

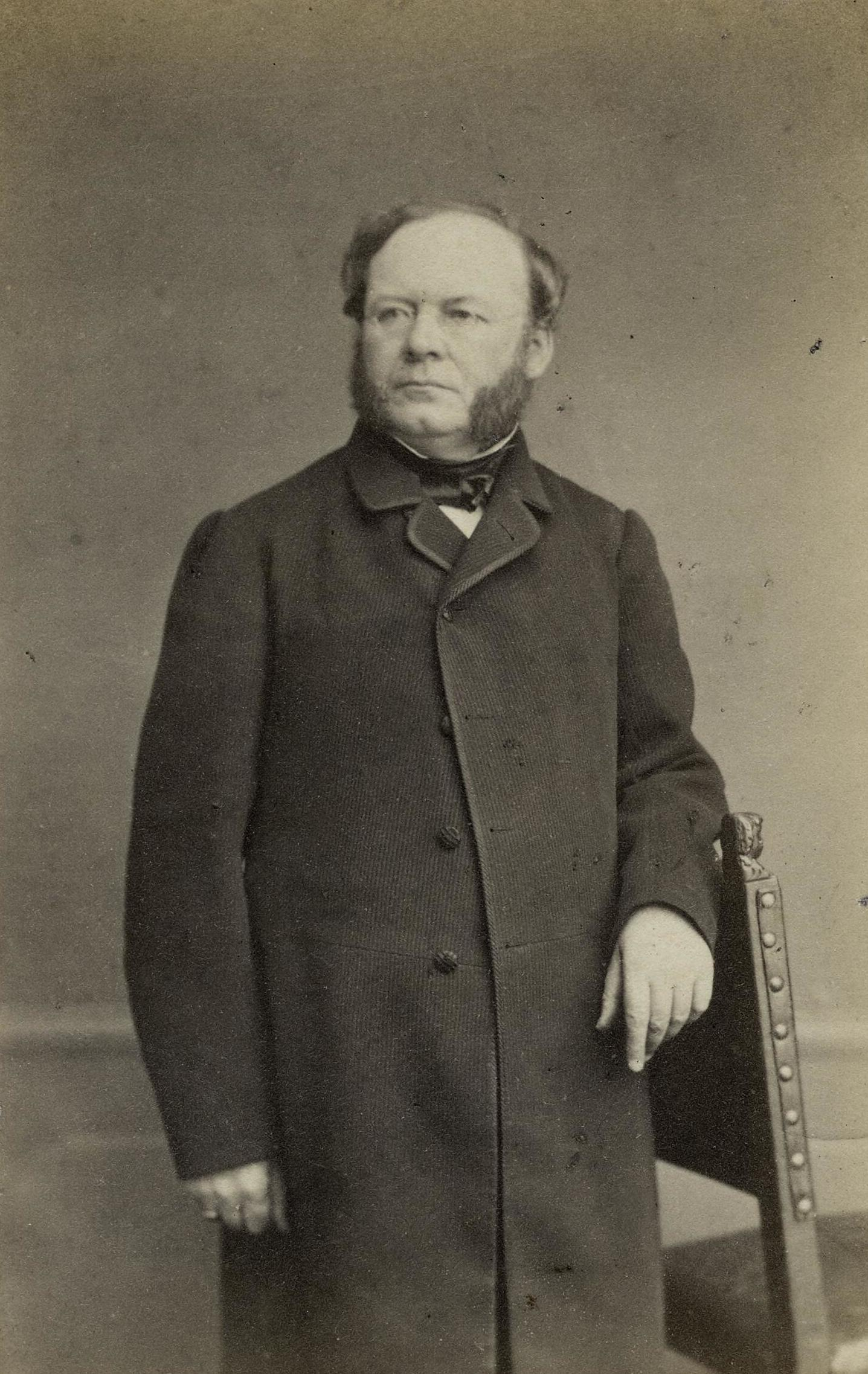
Wolter Robert van Hoëvell, 1863

### Niederländisch-katholische Linie zu Westerflier und Wezeveld

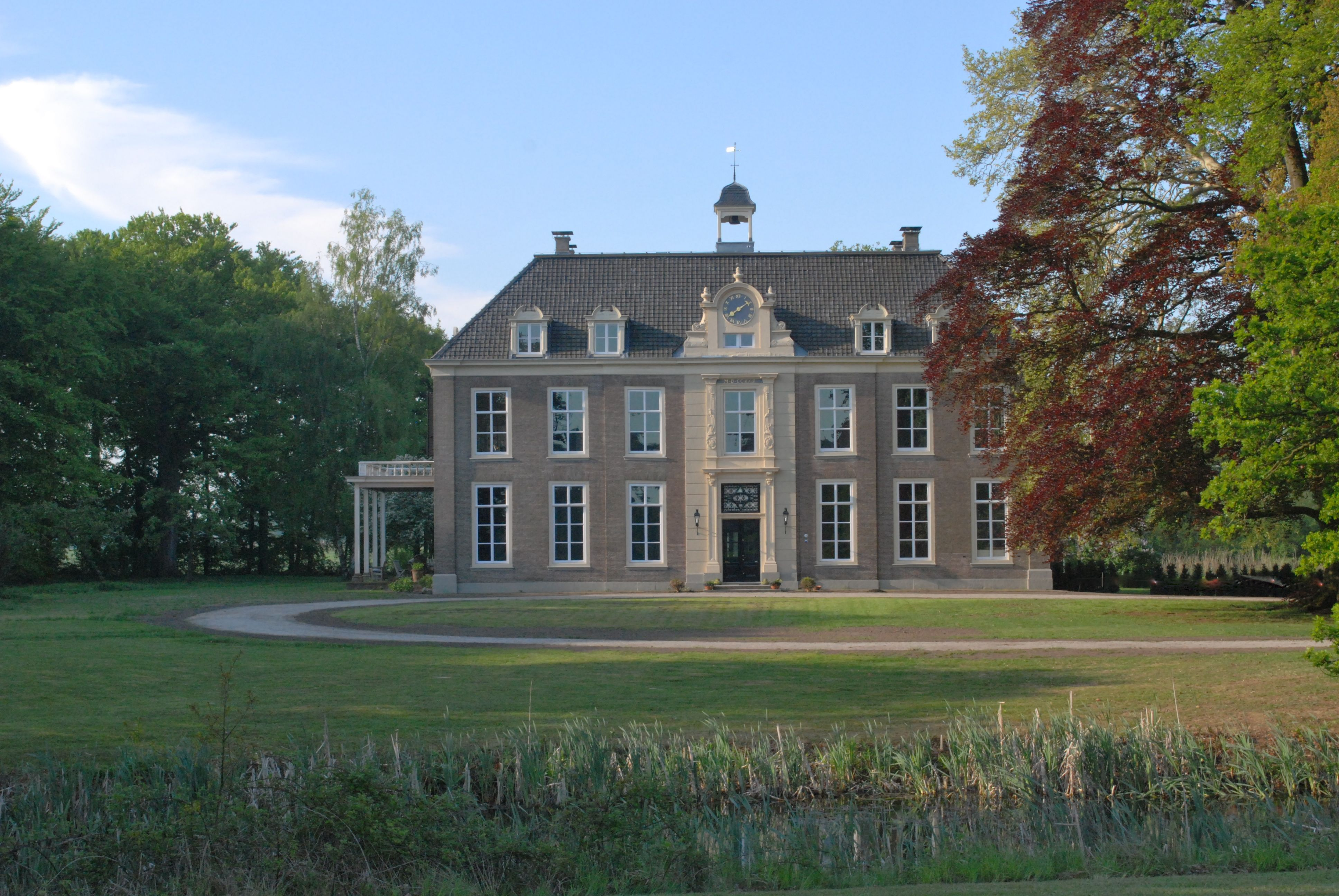
Schloss Westerflier (Diepenheim), 2010

Mitglieder der katholischen Linie zu Westerflier waren:
- Arnoldus van Hövell zu Westerflier und Wezeveld (1779–1862), Mitglied der Notabelnversammlung (1814)
- Clemens Frans Marie van Hövell zu Westerflier und Wezeveld (1910–1981), Herr von Asten und Ommel, Bürgermeister von Bingelrade (1940–1943) und Wijlre (1954–1975)
- Eduard Otto Joseph Maria van Hövell zu Westerflier (1877–1936), Bürgermeister und Gouverneur von Limburg
- Ernest van Hövell zu Westerflier und Wezeveld (1879–1931), Bürgermeister von Elst
- Ernest van Hövell zu Westerflier und Wezeveld (1912–1998), Bürgermeister von Erp und Helvoirt
- Frans van Hövell zu Westerflier und Wezeveld (1910–2004), Bürgermeister von Amstenrade und Oirsbeek
- Frans van Hövell von Westerflier und Wezeveld (1921–1989), Bürgermeister von Haarlemmerliede, Spaarnwoude und Elst
- Henri Louis Felix Marie van Hövell von Wezeveld und Westerflier (1913–2004), Bürgermeister von Boxmeer, Oisterwijk und Vught
- Jos van Hövell (1919–1945), niederländischer Widerständler gegen die deutsche Besatzung während des Zweiten Weltkriegs; einer der Anführer des Studentenwiderstands in Nijmegen und landesweit
- Rolof van Hövell zu Westerflier und Wezeveld (1917–2007), Bürgermeister von Haps
- Rudolf van Hövell zu Westerflier (1870–1955), Bürgermeister von Batenburg

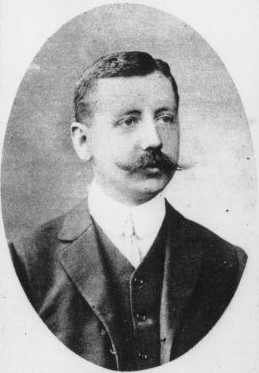
Eduard Otto Joseph Maria van Hövell zu Westerflier, 1918
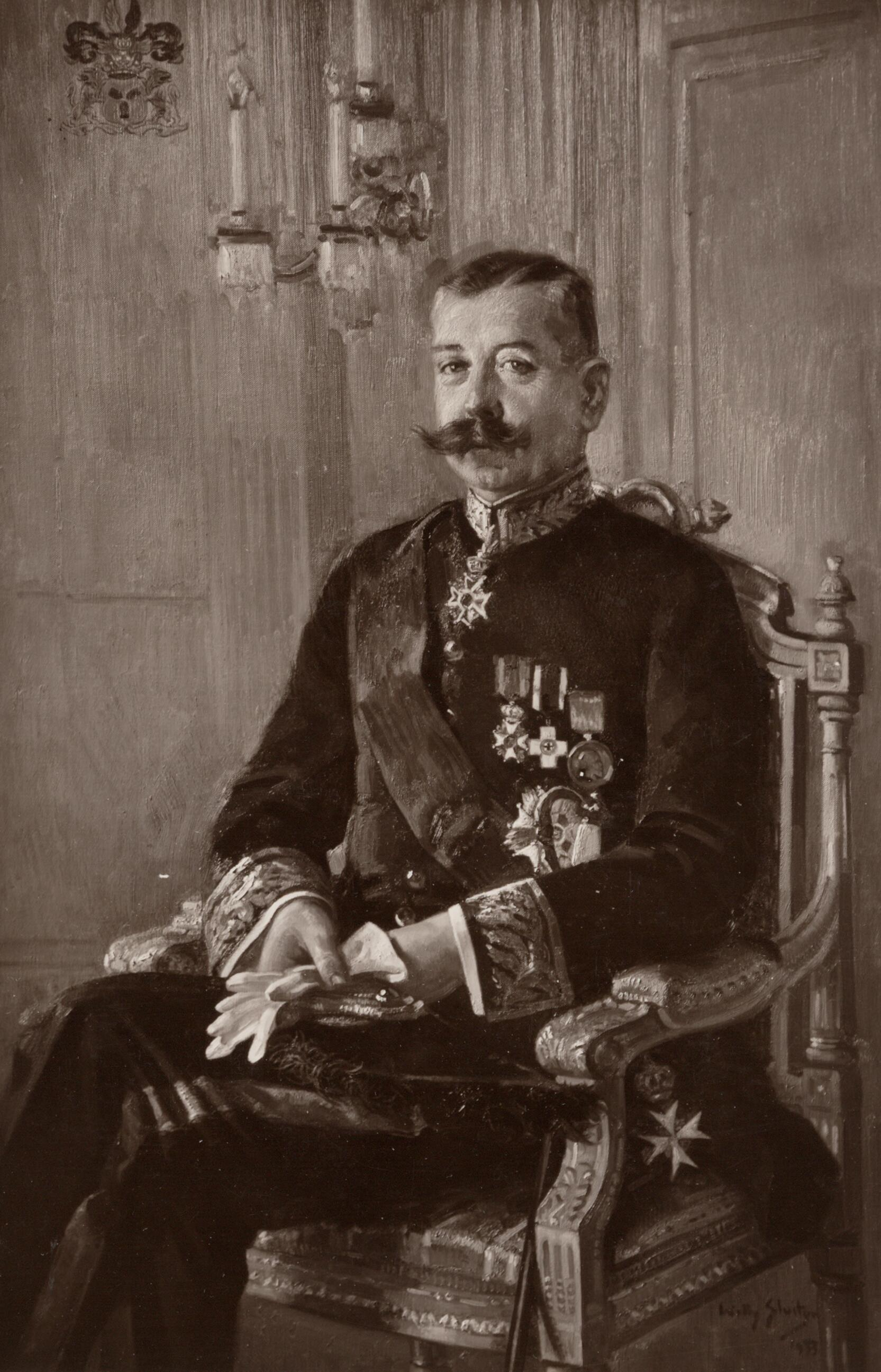
Eduard Otto Joseph Maria van Hövell zu Westerflier, 1933
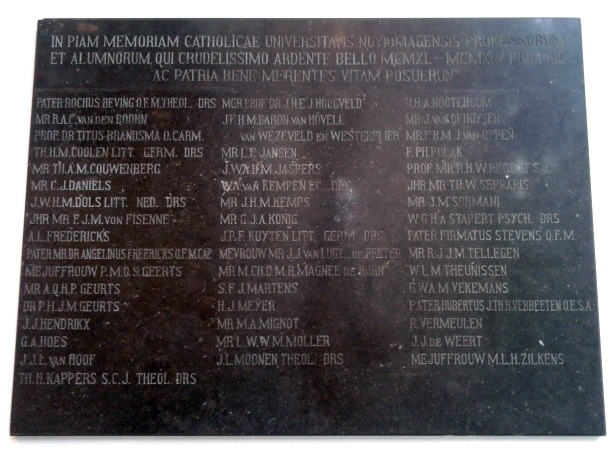
Gedenktafel in der Aula der Universität Nijmegen mit dem Namen von Jos van Hövell
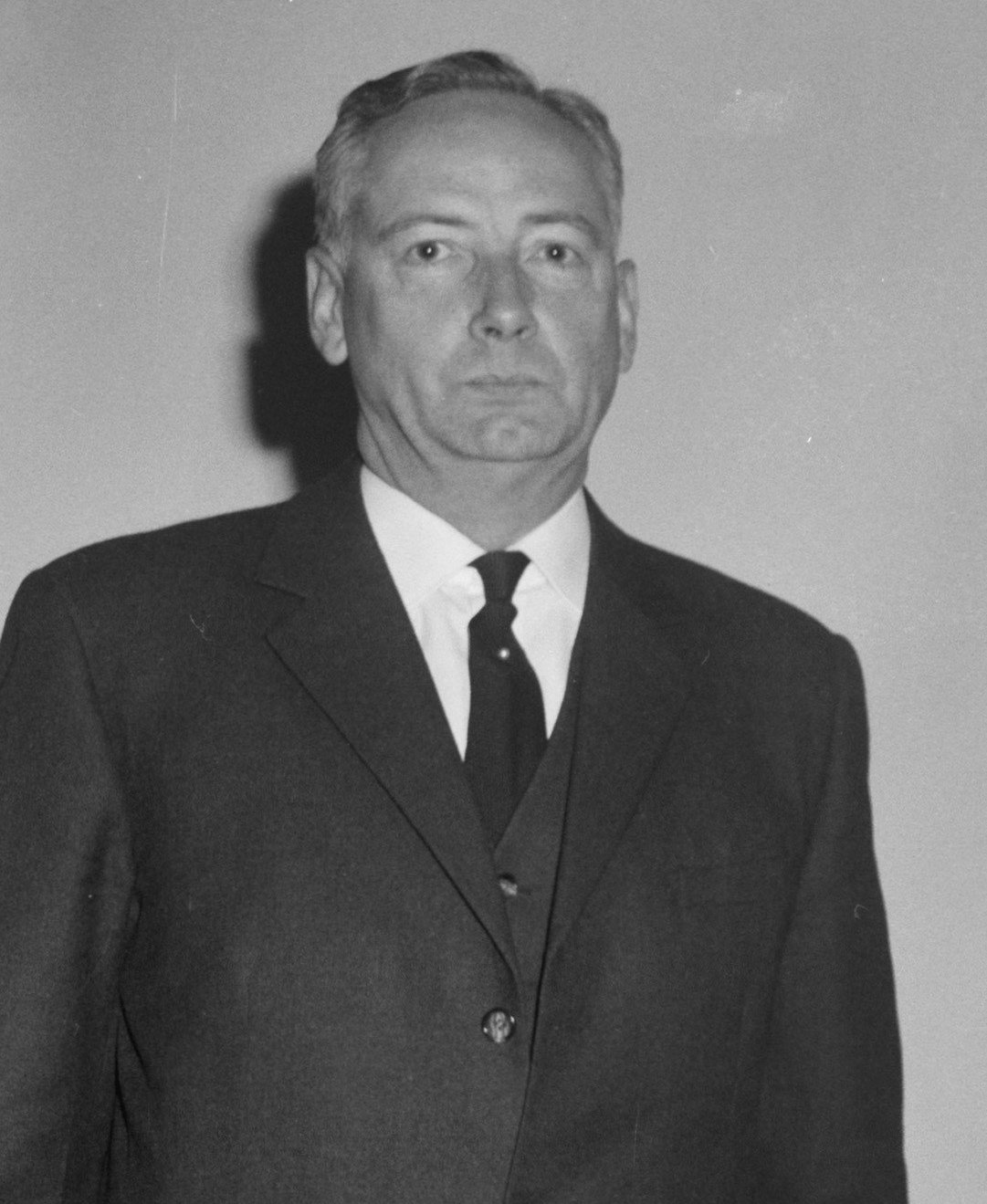
Henri Louis Felix Marie van Hövell von Wezeveld und Westerflier, 1963

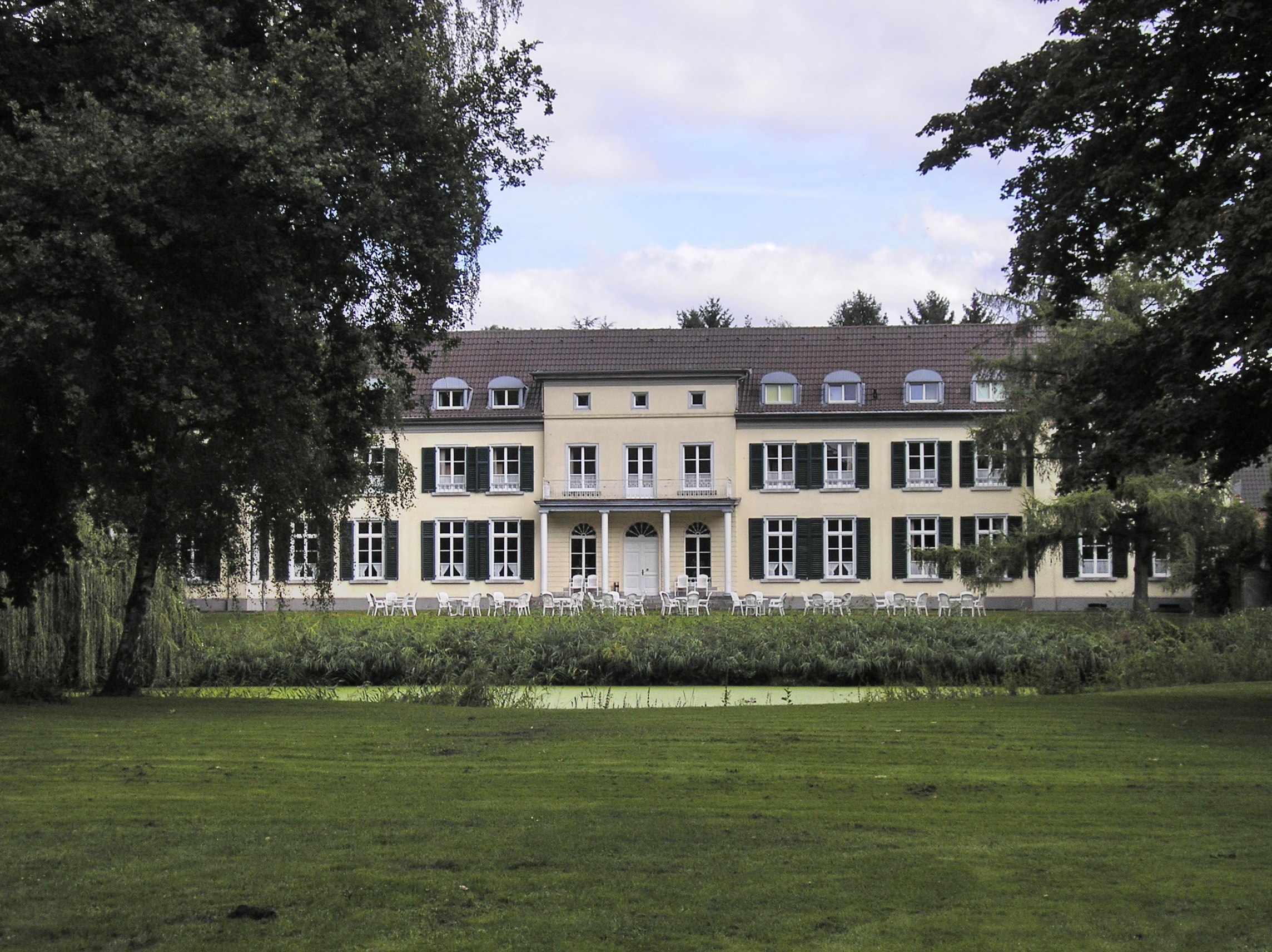
Blick auf Schloss Gnadenthal über den Spiegelteich, 2007

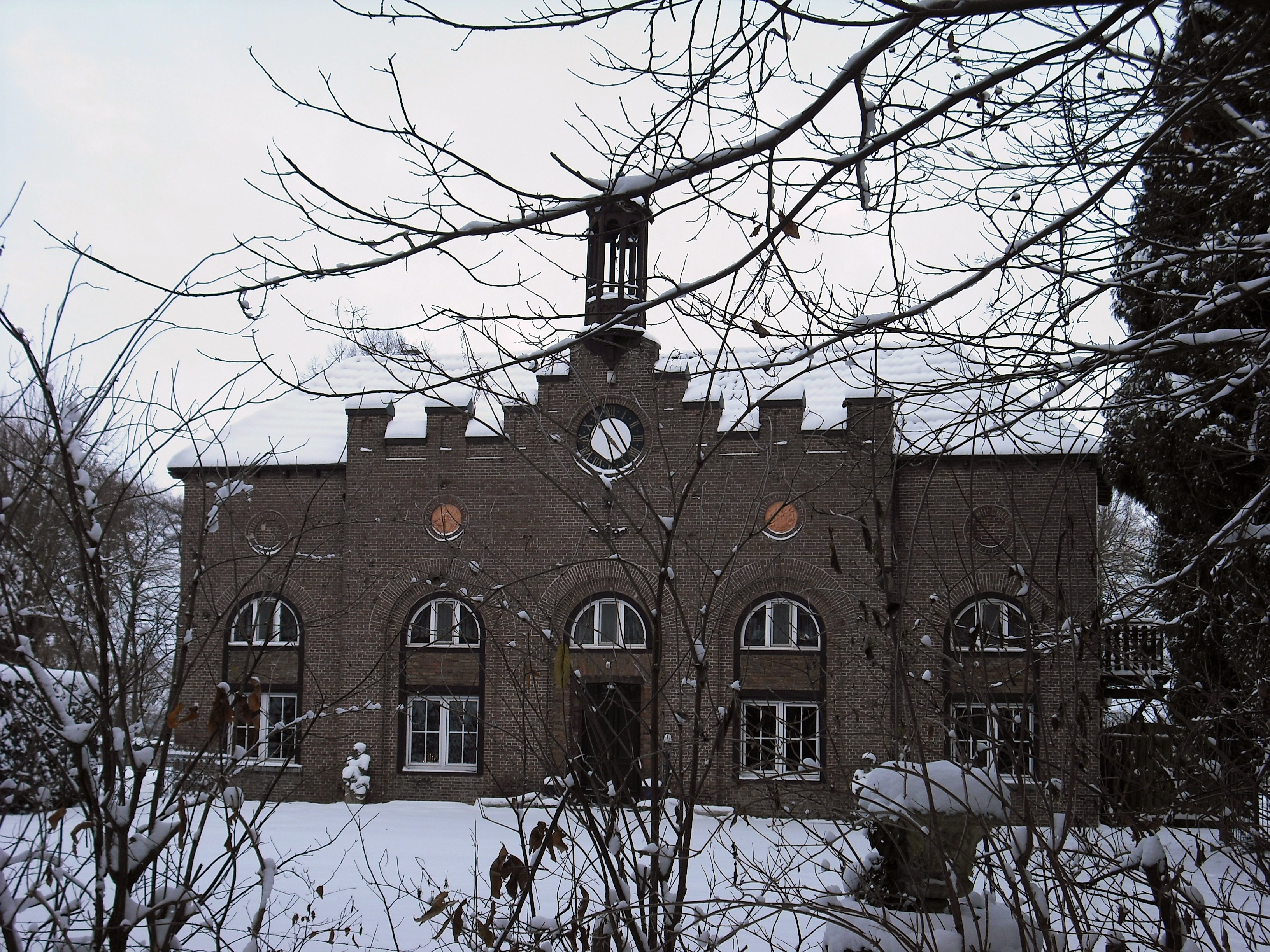
Die Orangerie von Schloss Gnadenthal, 2010

Durch die 1806 erfolgte Heirat des Barons Arnold Johann Antonius von Hoevell zu Westerflier und Wezeveld mit Clara Francisca Cornelia Maria von Cloots kam Schloss Gnadenthal im Klever Stadtteil Donsbrüggen in die Familie. 1862 fiel das Schloss an deren Sohn, Freiherr Otto von Hoevell. Erst 2008 schenkte die Familie das Anwesen der Stiftung Vrienden van Kastelen, bewohnt aber weiterhin die Orangerie.

## Wappen
Blasonierung des Redenden Wappens: In Gold drei in der Mitte des Schildes in Winkel gestellte schwarze Hobeleisen („Höwel“). Auf dem gekrönten Helm mit schwarz-goldenen Helmdecken ein schwarzer Flug.
Ein alternatives Wappen der Familie zeigt in Gold drei (2:1) mit den Spitzen zueinander stoßende schwarze Dreiecke (Hobeleisen). Auf dem gekrönten Helm mit schwarz-goldenen Decken ein schwarzer offener Flug, dazwischen die drei Dreiecke schwebend.

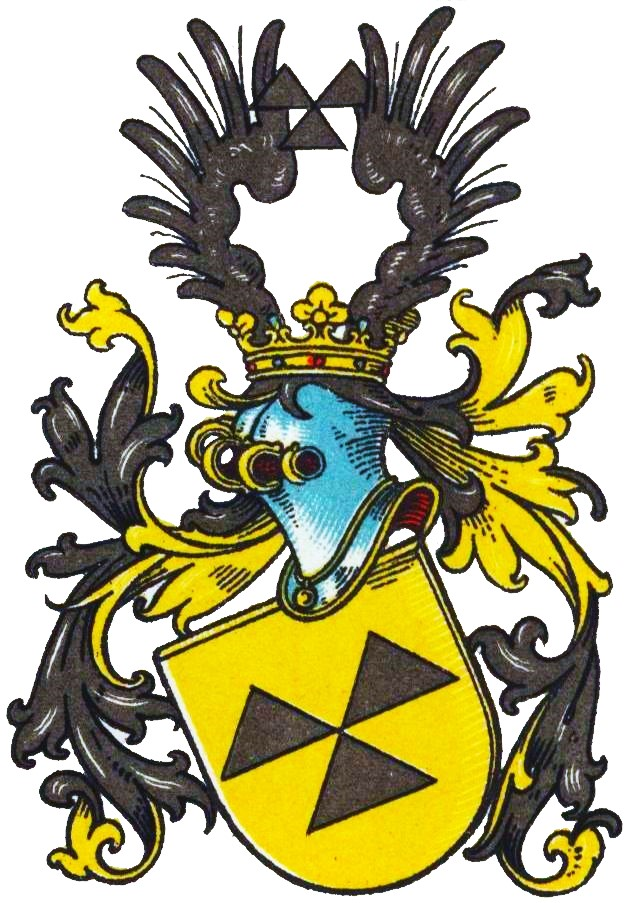
Alternatives Wappen derer von Hövel (II) im Wappenbuch des Westfälischen Adels
Wappen der niederländischen Van Hövell
Wappens der niederländischen Van Hoevell